# バナナフィッシュにうってつけの日
「バナナフィッシュにうってつけの日」（原題: A Perfect Day for Bananafish）はJ・D・サリンジャーの短編小説。1948年1月31日に『ザ・ニューヨーカー』誌で発表された。短編集『ナイン・ストーリーズ』（1953年）の1番目に収められている。シーモア・グラースが初登場する、一連のグラース家物語の嚆矢でもある。本作は『ザ・ニューヨーカー』編集部に高く評価され、作家として注目されるきっかけにもなった。

## あらすじ
ビーチサイドのホテルでミュリエル・グラース夫人はニューヨークの母親からかかってきた電話をとる。母親は娘の夫であるシーモア・グラースと娘のことをしきりに心配している。
ビーチでは黄色い水着を着た幼女シビル・カーペンターが母親にサンオイルを塗られながら、「もっと鏡を見て（See more glass）」と何度も繰り返している。シビルは砂浜の上で仰向けに寝転がっている青年シーモアと出会う。2人は数日前からお互いが同じホテルに泊まっている、という程度の顔見知りである。シーモアはシビルにバナナフィッシュをつかまえようと提案して海に入る。バナナフィッシュはバナナが入っている穴に泳いでいく魚だと説明し、今日はバナナフィッシュにうってつけの日だと言う。
| 「 | 「あのね、バナナがどっさり入ってる穴の中に泳いで入って行くんだ。入るときにはごく普通の形をした魚なんだよ。ところが、いったん穴の中に入ると、豚みたいに行儀が悪くなる。ぼくの知ってるバナナフィッシュにはね、バナナ穴の中に入って、バナナを七十八本も平らげた奴がいる」 | 」 |

波がやってきて2人を襲うと、シビルは「バナナフィッシュが一匹見えた」と言う。シーモアはシビルの土踏まずにキスをする。
ホテルに戻ったシーモアは、一緒にエレベーターに乗った女性へ軽いいいがかりをつける。部屋に戻ると、妻は眠っている。彼女を見つめながらシーモアは拳銃で自分のこめかみを撃ち抜く。

## 解説
シーモアの唐突な自殺で幕を下ろす結末が印象的である。自殺の理由は直接的には明かされないが、兵役の経験による神経衰弱が暗示されている。
文学者の中には、戦争などなかったかのように軽薄に暮らしている人々を、精神的に安定しているからこそ無節操である、と評するものがいる。
のちに続くグラース家の連作でもシーモアの死は弟バティらによって繰り返し語られ、グラース家物語の中心を成している作品である。

## 主な日本語訳
- バナナフィッシュにうってつけの日 -『ナイン・ストーリーズ』（野崎孝訳、新潮文庫）
- バナナフィッシュに最適の日 -『九つの物語』（中川敏訳、集英社文庫）
- バナナフィッシュ日和 -『ナイン・ストーリーズ』（柴田元幸訳、ヴィレッジブックス）

作品論
- 竹内康浩・朴舜起『謎ときサリンジャー　「自殺」したのは誰なのか』新潮選書　2021年